# La Société Guernesiaise

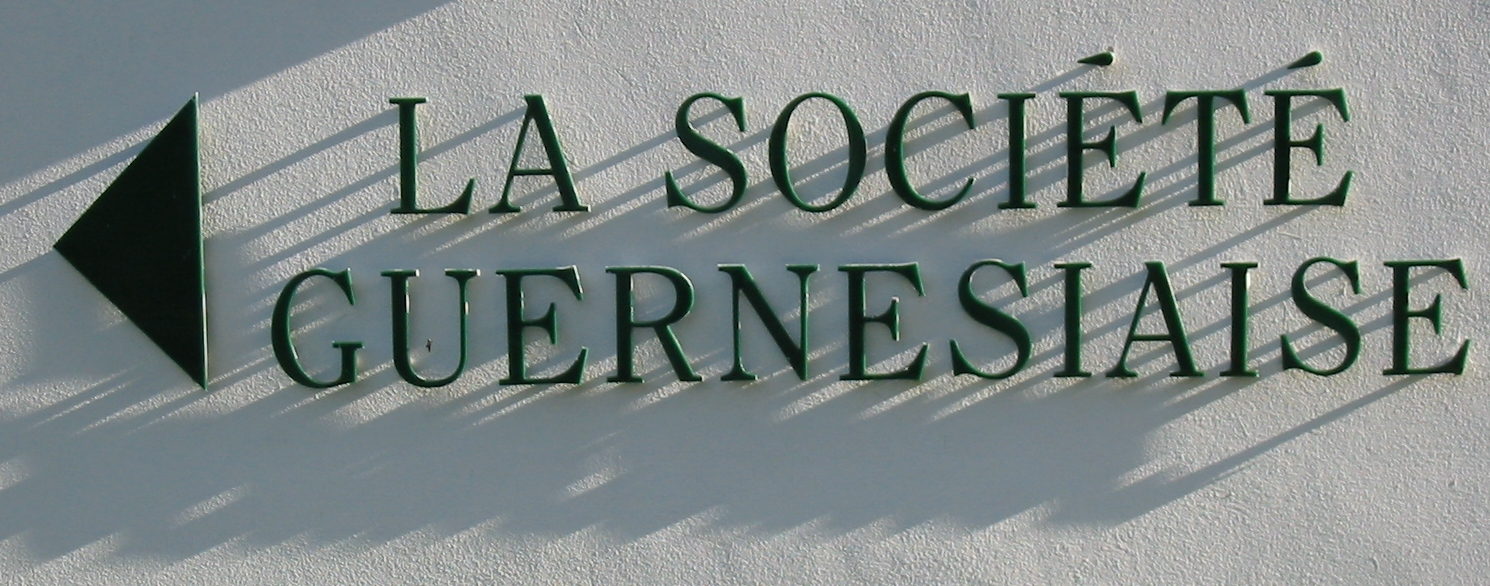
La Société Guernesiaise.

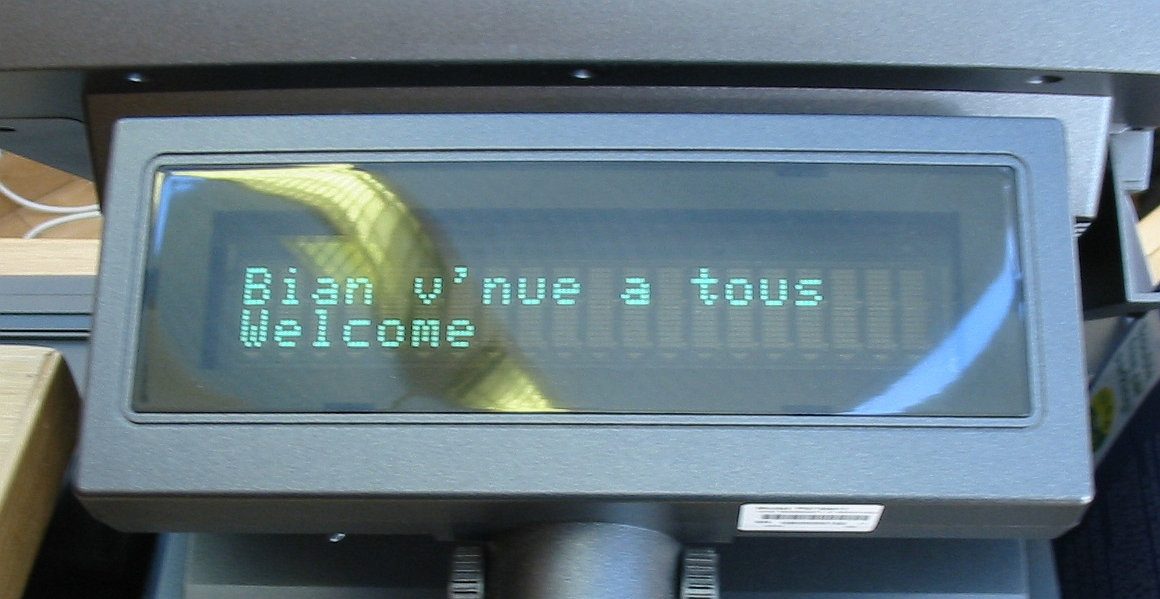
Panneau d'accueil à Guernesey.

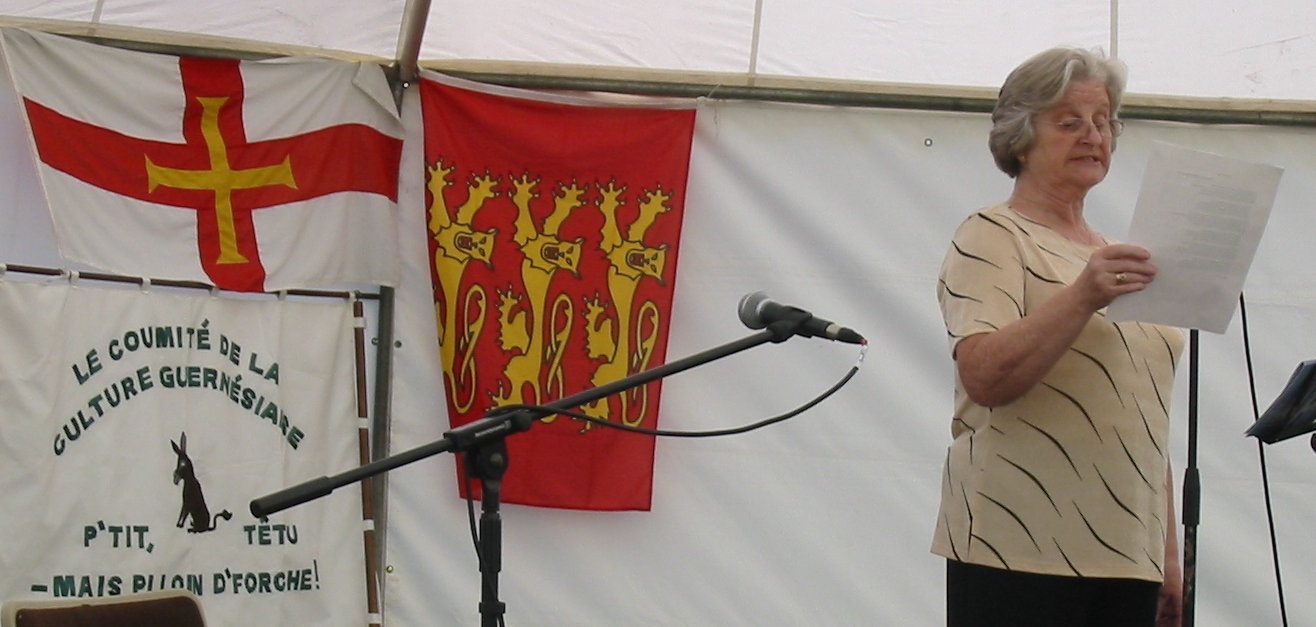
Le Coumité de la culture guernesiaise.

La Société Guernesiaise est une société savante (association) de Guernesey qui a pour but de sauvegarder la culture normande guernesiaise, son patrimoine historique et la langue guernesiaise. Elle a aussi parmi ses objectifs la préservation de la nature sur le littoral et à l'intérieur de l'île.

## Présentation
La Société Guernesiaise fut présidée par Marie de Garis qui est l'auteure du dictionnaire bilingue anglo-guernesiais "Dictiounnaire Angllais-Guernésiais", dont la première édition date de 1967. Son dictionnaire a complété celui de George Métivier "Le Dictionnaire franco-Normand". Elle édite ensuite "L'Orthographe moderne" qui suit le Dictiounnaire Angllais-Guernésiais. 
La Société Guernesiaise travaille étroitement avec d'autres associations et organismes tels que "L'Coumité la Culture d'Guernesiaise", "L'Assembllaïe D'Guernesiais" qui se préoccupent de l'aspect culturel du patrimoine guernesiais et le groupe de militants volontaires formant "Les Ravigotteurs" qui s'impliquent dans le domaine linguistique et l'apprentissage du guernesiais.  
Les actions menées permettent l'organisation de soirées au cours desquelles le public est encouragé à parler le guernesiais. Des cours du soir de langue guernesiaise sont organisés pour les adultes. Enfin quelques écoles élémentaires assurent des cours optionnels de guernesiais pour les élèves intéressés.
Cette sensibilisation de la population de Guernesey commence à porter ses fruits. Si le gouvernement actuel de Guernesey ne semble pas encore prêt à mettre les moyens pour sauver la langue historique de Guernesey, quelques personnalités politiques guernesiaises avancent la proposition d'élargir, autant que faire se peut, l'apprentissage de cette langue normande sur l'ensemble de l'île de Guernesey, sur le modèle de ce qui se fait dans l'île voisine de Jersey, où le français (et non le jersiais) est obligatoire et même langue officielle. En 2001, le député de Guernesey, Jonathan Le Tocq et de doyen Douzenier Hirzel Dorey ont exprimé la crainte que la langue guernesiaise disparaisse. Ils proposent qu'elle soit enseignée comme une activité extra-scolaire dans les écoles de Guernesey, mais le problème est qu'il y a peu d'enseignants qui connaissent assez le guernesiais pour l'enseigner.